# 총알라이산맥

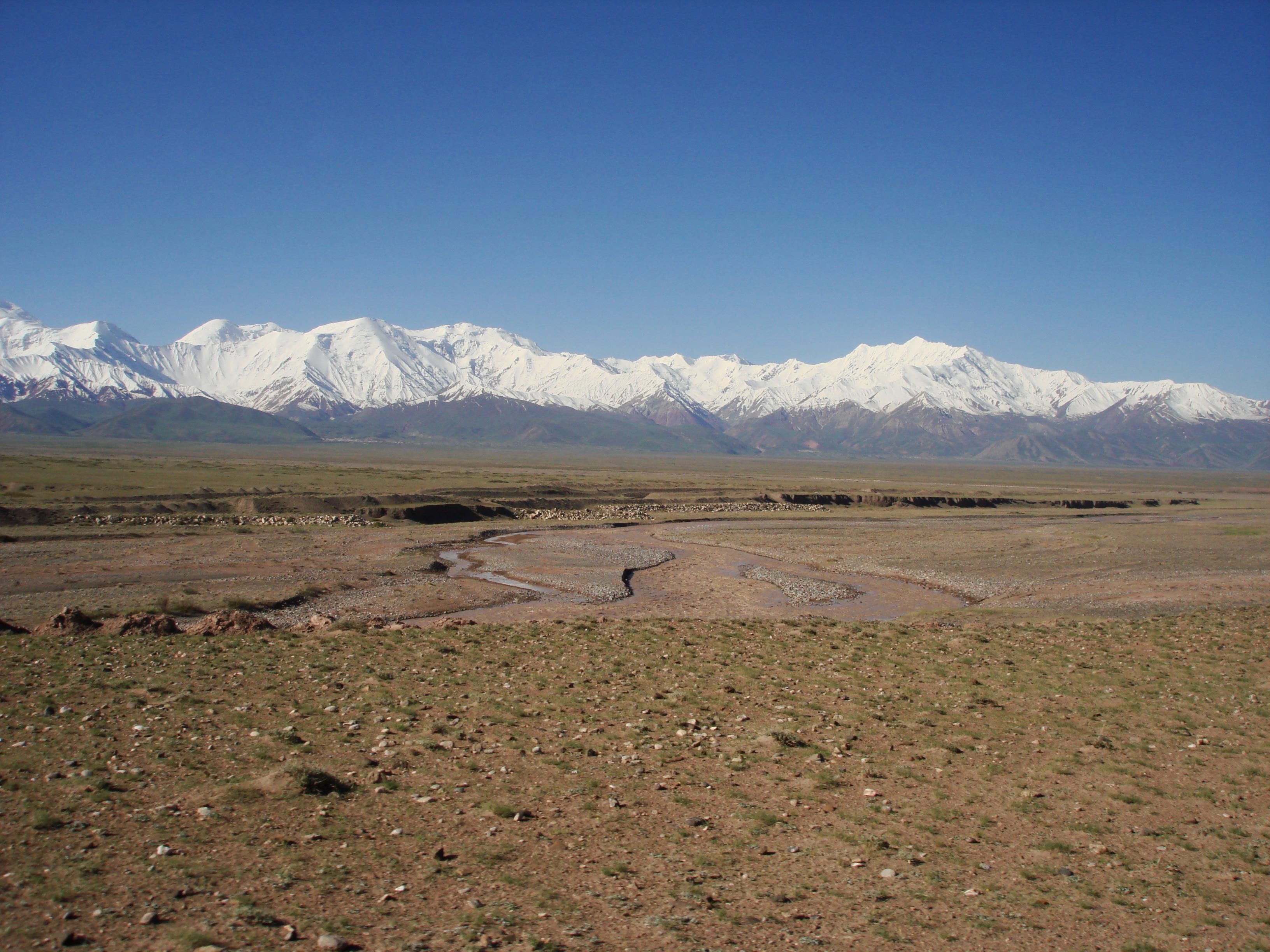

총알라이산맥(러시아어: Заалайский хребет, 키르기스어: Чоң Алай кырка тоосу, 타지크어: қаторкӯҳи Паси Олой)는 타지키스탄과 키르기스스탄에 접한 산맥으로 파미르고원의 일부이다.
높이는 7134m이다.